# Василівка (Божедарівська селищна громада)
Васи́лівка — село в Україні, у Божедарівській селищній громаді Кам'янського району Дніпропетровської області.
Населення становить 148 осіб.

## Географія
Село Василівка розташоване на відстані 2 км від села Бикове. По селу протікає пересихаюча Балка Широка з загатою. Поруч проходить автомобільна дорога Т 0415.

## Населення

### Мова
Розподіл населення за рідною мовою за даними перепису 2001 року:
| Мова       | Відсоток |
| ---------- | -------- |
| українська | 91,2 %   |
| російська  | 8,8 %    |